# Åke Ryberg
Åke Sixten Ryberg, född 31 oktober 1918 i Tidaholm, död där 13 juni 2005, var en svensk målare.
Han var son till järnarbetaren Karl Viljer Ryberg och Ellen Matilda Solon och mellan 1945 och 1962 gift med Dorothy (Dorthy) Alice Ax (1925–2007). Ryberg var som konstnär autodidakt och bedrev självstudier under ett flertal resor. Han medverkade i samlingsutställningar arrangerade av Skaraborgs läns konstförening i Skara och Lidköping samt Skaraborgssalongen på Skövde konsthall. Hans konst består av stilleben, figurer och landskap utförda i olja eller pastell.